# Manfred Benneweis
Manfred Benneweis (født 17. oktober 1929 i Aarhus, død 30. maj 1987) var en dansk cirkusartist (rovdyrdomptør) i Cirkus Benneweis.
Hans far var cirkusdirektør Ferdinand Benneweis (1888-1945), og han blev selv far til Diana Benneweis (født 1947).